# Brown (album)
Brown è il secondo album in studio del gruppo musicale statunitense P.O.D., pubblicato per la Rescue Records nel 1996 e ripubblicato nel 2000.

## Tracce
1. "Intro" – 0:48
2. "Know Me" – 4:34
3. "Selah" – 4:20
4. "Visions" – 3:30
5. "Brown" – 3:53
6. "One Day" – 4:03
7. "Punks Rock" – 1:46
8. "Breathe Babylon" – 5:05 (con Dirt)
9. "Funk Jam"  – 3:18
10. "Preach" – 2:35
11. "Reggae Jam" – 0:59
12. "Full Color" – 6:18
13. "Seeking the Wise" – 4:34 (con Dirt)
14. "Live and Die" – 3:31
15. "Outro" – 0:44

## Formazione
- Paul "Sonny" Sandoval - voce
- Marcos Curiel - chitarra
- Mark "Traa" Daniels - basso
- Noah "Wuv" Bernardo - batteria